# Oberea umebayashii
Oberea umebayashii är en skalbaggsart som beskrevs av Nobuo Ohbayashi 1964. Oberea umebayashii ingår i släktet Oberea och familjen långhorningar. Inga underarter finns listade i Catalogue of Life.